# Chunk! No, Captain Chunk!
Chunk! No, Captain Chunk! (también conocido por el acrónimo C!NCC!) es una banda francesa de easycore formada en 2007 en París. La banda está formada por el vocalista Bertrand Poncet, los guitarristas Éric Poncet y Paul Wilson y el bajista Mathias Rigal, con el baterista fundador Jonathan Donnaes, que se retiró en 2014 y fue reemplazado por Bastien Lafaye. La banda, lanzó tres álbumes de estudio: Something for Nothing en 2010, Pardon My French en 2013 y Get Lost, Find Yourself en 2015. Actualmente, el grupo se encuentra grabando un nuevo disco que según dijo el vocalista, Bertrand, será lanzado a principio de 2021.

## Biografía

### Formación y "Something For Nothing"(2007-2012)
El grupo se formó en 2007, cuando Paul Wilson y Zephyr Centeno, soñaban mezclar los elementos del pop punk con hardcore punk y heavy metal, e invitan a sus amigos Bertrand Poncet, Jonathan Donnäes y otros dos músicos a unirse . Poco después de su formación, los otros dos miembros abandonaron el grupo, y este último llama al hermano de Bertrand, Èric Poncet y a Mathias Rigal, a pesar de su inexperiencia en el bajo. Sin embargo, Zephyr, luego de escribir dos canciones para la banda (We Fell Fast y Born For Adversity, las cuales fueron incluidas en el primer álbum de estudio), abandonó el grupo por motivos de mudanza, al mudarse de París a Lille. Esto deja a la banda con solo 5 integrantes.
El nombre del grupo está inspirado en la película de aventuras "Los Goonies", en el que Chunk y Sloth ayudan a sus amigos. Poncet describió la elección del nombre como "una gran referencia de la infancia". 
El 2 de septiembre de 2008, el grupo lanzó su primer sencillo oficial "We fell fast" y posteriormente "In Friends We Trust" con su respectivo videoclip y el 1 de noviembre del año siguiente, el grupo lanzó su primer álbum, "Something for Nothing".
Después de firmar con Fearless Records en 2011, se vuelve a emitir su álbum "Something for Nothing" para su republicación el 19 de julio de 2011. El grupo se siente confiado en su firma Fearless Records porque consideran que es una de las mejores marcas especializadas en este tipo de música. Este álbum reeditado incluye una nueva cubierta y una lista de pistas diferentes, que sustituye «MILF» y «Alex Kidd in Miracle World» con la canción «Make Them Believe», que es una canción incluida originalmente en la versión japonesa del álbum como bonus. En paralelo con esta versión, sale el videoclip de «Captain Blood».
En octubre de 2011, Chunk! No, Captain Chunk! se unió a la gira europea The Artery Foundation junto a Miss May I . Esta es la primera gira de la banda en el Reino Unido. En diciembre de este mismo año, el grupo regresó a los Estados Unidos para Fearless Friends Tour, una gira con todos los grupos de la firma incluyendo Blessthefall, The Word Alive, Motionless in White y Tonight Alive. En noviembre, el grupo realiza una versión del sencillo «We R Who We R» por Kesha, en el recopilatorio Punk Goes Pop 4. Este sería comercializado a nivel internacional, el 21 de noviembre de 2011.
En 2012, la programación musical de Chunk! No, Captain Chunk! se extendió rápidamente en los Estados Unidos, sobre todo con la banda Attack! Attack! hacia finales de enero y principios de febrero. En marzo y abril, la banda tocó con la banda de deathcore Chelsea Grin durante su primera gira "The Sick Tour". El grupo parisino se anunció para el Vans Warped Tour 2012. En su actuación en el Warped Tour, la banda tocó nuevas canciones. El grupo es también el principal junto a Woe, Is Me. 
Aunque orgullosos de su creciente popularidad en Estados Unidos, los miembros se sienten minusválidos debido a la barrera del idioma y de ser un nuevo grupo. Poncet, dice que a pesar de las clases de inglés en la escuela, los miembros son capaces de aprender más durante sus giras en América .

### Pardon My French(2013-2014)
En enero de 2013, el grupo comenzó a grabar su segundo álbum con el productor Joey Sturgis en Estados Unidos. Chunk! No, Capitán Chunk! tocó 5 veces en el festival australiano "Soundwave" en Brisbane, Sídney, Melbourne , Adelaida y Perth entre el 23 de febrero y el 4 de marzo. Durante su gira por Australia, tocan junto a All Time Low. Entre marzo y abril, el grupo volvió a los Estados Unidos para organizar una gira de su segundo álbum de estudio. 
El grupo también tocó con la banda A Day to Remember en la primera mitad de su gira "Right Back At It Again", que también fue presentada la banda Of Mice & Men. El grupo consideró que esta gira fue la oportunidad de tocar con sus ídolos. Esto lleva al grupo a reprogramar su gira "Pardon My French Tour" junto a For All Those Sleeping, Upon This Dawning, y City Lights. El grupo cree que fue bien recibido por la multitud en "Right Back At It Again".
El 30 de abril de 2013, se comercializó el segundo álbum de estudio, "Pardon My French". El primer sencillo del álbum se titula «Restart». La banda tocó en el "Slam Dunk Festival" del 2013 en el Reino Unido y posteriormente, volvió a los Estados Unidos para tocar junto a We Came as Romans y Silverstein en octubre.
El grupo anunció varias giras europeas en 2014. Anunciaron su presencia con We Came as Romans, The Color Morale y Palm Reader en el Reino Unido. El grupo previó tocar para el "Warped Tour" del 2014 en los Estados Unidos. A principios de febrero, la banda anunció su aparición en la compilación Punk Goes 90's volumen 2 con un cover de «All Star» de la banda Smash Mouth.
El 13 de mayo de 2014, la banda anunció el lanzamiento de una versión deluxe de su segundo álbum Pardon My French, que incluye tres nuevas canciones y una versión acústica de Taking Chances. En el "Vans Warped Tour" 2014, el exguitarrista y vocalista de City Lights, Jeremy Smith, asume el papel de bajista ante una lesión en la muñeca de Mathias Rigal. Antes de la finalización del tour el baterista Jonathan Donnäes dejó la banda el 4 de agosto de 2014 y dejó en su lugar a uno de sus mejores amigos, Bastien Lafaye.

### "Get Lost, Find Yourself"(2015-2016)
Recientemente, el conjunto parisino ha presentado su nuevo álbum "Get Lost, Find Yourself", junto al videoclip de la canción «The Other Line». Este es el tercer álbum de estudio de la banda y salió a la venta el 18 de mayo de 2015 con el sello de la compañía discográfica Fearless Records. Además, el mismo cuenta con un total de 10 canciones.

## Influencias y estilo
El estilo de Chunk! No, Captain Chunk! se define por un sonido pop punk, en contraste con "growling hardcore" y un "alter ego de heavy metal". El guitarrista Paul Wilson resumió este estilo diciendo que la banda es "algo bipolar". La banda fusiona las melodías optimistas del pop punk con desgloses agresivos, sonidos de guitarra y afinaciones de guitarra más bajas como Drop A# para dar a su música un toque más pesado. Se ha dicho que "combinan la energía del punk, el atractivo del pop y el aplastante asalto del hardcore punk en un sonido para una fiesta potente".
El cantante Bertrand Poncet ha declarado que aunque la banda es francesa, su sonido es estadounidense, por eso escriben letras en inglés. El álbum debut de la banda Something for Nothing ha sido dicho por la banda para incorporar elementos de pop punk, hardcore punk, metal, acústico, indie y música de baile, empleando canto, death growls y teclados. El estilo de Pardon My French fue pensado por la banda para centrarse en el tema de la bipolaridad, con Poncet afirmando que la canción "Bipolar Mind" personificaba bien su estilo musical contrastante, con "el coro más pegadizo colocado justo al lado de la desagradable ruptura". El guitarrista rítmico Paul Wilson dijo que "I Am Nothing Like You", también de Pardon My French, es la canción más pesada que han escrito.
Chunk! No, Captain Chunk! han sido descritos por varios críticos como una fusión de pop punk, metalcore, hardcore melódico y post-hardcore. Esta mezcla ecléctica de estilos, se ha descrito como easycore o popcore, y se ha comparado con el estilo de A Day to Remember y Four Year Strong. Sin embargo, Chunk! No, Captain Chunk! afirman que nunca pretendieron sonar como estas bandas y simplemente querían aplicar rasgos musicales agresivos al pop punk. Han dicho que están influenciados por una variedad de estilos que incluyen, entre otros, dubstep, clásica, rock, heavy metal y pop.

## Miembros
Última formación
- Bertrand "Bert" Poncet - Vocalista, Teclados (2007-presente)
- Éric Poncet - Guitarra líder, coros (2007-presente)
- Paul "Wilson" Cordebard - Guitarra rítmica, coros (2007-presente)
- Mathias Rigal - Bajo (2007-presente)
- Bastien Lafaye - Batería, percusión (2014-presente)

Otros miembros
- Jonathan Donnaes - Batería, percusión (2007-2014)
- Vincent Dahmer - Bajo (2007)

Miembros de gira
- Jeremy Smith - Bajo (Una fecha de 2014 Warped Tour)
- Alexandre Mike Vellard - Bajo (en una gira del Reino Unido 2014 y Groezrock)

Línea del tiempo

## Discografía
- Cum on [EP] (2008)
- Something For Nothing (2010, Reedición 2011)
- Pardon My French (2013, Edición Deluxe 2014)
- Get Lost, Find Yourself (2015)
- Blame It On This Song [Sencillo] (2016)

### Cum On (EP)
| N.º   | Título                                                                     | Duración |  |
| 1.    | «Life!»                                                                    | 3:44     |  |
| 2.    | «M.I.L.F.»                                                                 | 3:56     |  |
| 3.    | «But There Ain't No Whales, So We Tell Tall Tales And Sing a Whaling Tune» | 5:07     |  |
| 4.    | «JohnnyFiveRulz»                                                           | 4:41     |  |
| 5.    | «Jose Massacre»                                                            | 2:53     |  |
| 20:21 |                                                                            |          |  |

### Something For Nothing
| N.º   | Título                       | Duración |  |
| 1.    | «Born for Adversity»         | 2:55     |  |
| 2.    | «In Friends We Trust»        | 3:26     |  |
| 3.    | «Postiv-O»                   | 3:21     |  |
| 4.    | «We Fell Fast»               | 4:31     |  |
| 5.    | «Time’s Up!»                 | 3:52     |  |
| 6.    | «Summer Heat»                | 3:09     |  |
| 7.    | «Alex Kidd In Miracle World» | 1:44     |  |
| 8.    | «Sink Or Swim»               | 4:21     |  |
| 9.    | «Life»                       | 3:43     |  |
| 10.   | «Captain Blood»              | 3:18     |  |
| 11.   | «For All We Know»            | 2:50     |  |
| 12.   | «Milf»                       | 3:58     |  |
| 13.   | «XOXO»                       | 2:58     |  |
| 44:13 |                              |          |  |

Después de firmar con Fearless Records en un acuerdo global en 2011, volvieron a lanzar el álbum el 19 de julio de 2011. La nueva publicación incluyó una nueva imagen del álbum y una lista de canciones diferente, reemplazando a "MILF" y "Alex Kidd in Miracle World" con la canción "Make Them Believe", que fue una canción extra en el lanzamiento original en Japón.

### Pardon My French
| N.º   | Título                          | Duración |  |
| 1.    | «Restart»                       | 3:28     |  |
| 2.    | «Taking Chances»                | 3:07     |  |
| 3.    | «Bipolar Mind»                  | 2:58     |  |
| 4.    | «Haters Gonna Hate»             | 3:21     |  |
| 5.    | «The Progression of Regression» | 3:44     |  |
| 6.    | «Pardon My French»              | 2:59     |  |
| 7.    | «Between Your Lines»            | 3:35     |  |
| 8.    | «I Am Nothing Like You»         | 2:49     |  |
| 9.    | «Reasons To Turn Back»          | 3:25     |  |
| 10.   | «So Close Yet So Far»           | 2:34     |  |
| 11.   | «Miles and Decibels»            | 3:27     |  |
| 12.   | «The Best Is Yet To Come»       | 3:57     |  |
| 39:23 |                                 |          |  |

El 13 de mayo de 2014, se anunció que la banda lanzará una versión Deluxe de su segundo álbum Pardon My French, que presentó 3 canciones inéditas y una versión acústica de "Taking Chances", y se lanzó el 17 de junio.

### Get Lost, Find Yourself
| N.º | Título                    | Duración |  |
| 1.  | «Playing Dead»            | 3:28     |  |
| 2.  | «City Of Light»           | 3:08     |  |
| 3.  | «The Other Line»          | 3:29     |  |
| 4.  | «Set It Straight»         | 3:12     |  |
| 5.  | «Pull You Under»          | 3:24     |  |
| 6.  | «What Goes Around»        | 3:50     |  |
| 7.  | «Worst Case Scenario»     | 3:32     |  |
| 8.  | «Twist The Knife»         | 3:20     |  |
| 9.  | «Get Lost, Find Yourself» | 3:19     |  |
| 10. | «Every Moment»            | 3:56     |  |

## Participaciones
| "We R Who We R" (Ke$ha cover)              | 2011 | Punk Goes Pop 4                       | Fearless     |
| "In Friends We Trust"                      | 2012 | Warped Tour 2012 Compilation          | SideOneDummy |
| "All Star" (Smash Mouth cover)             | 2014 | Punk Goes 90's 2                      | Fearless     |
| "Restart"                                  | 2014 | Warped Tour 2014 Compilation          | SideOneDummy |
| "City Of Light"                            | 2016 | Warped Tour 2016 Compilation          | SideOneDummy |
| "Disenchanted" (My Chemical Romance cover) | 2016 | Rock Sound Presents: The Black Parade | Rock Sound   |

## Videografía
| Año  | Canción                        | Álbum                   |
| ---- | ------------------------------ | ----------------------- |
| 2010 | "In Friends We Trust"          | Something for Nothing   |
| 2011 | "Captain Blood"                | Something for Nothing   |
| 2013 | "Taking Chances"               | Pardon My French        |
| 2013 | "Haters Gonna Hate"            | Pardon My French        |
| 2014 | "All Star (Smash Mouth cover)" | Punk Goes 90s 2         |
| 2015 | "The Other Line"               | Get Lost, Find Yourself |